# Esternberg
Esternberg ist eine Gemeinde im Bezirk Schärding im Innviertel in Oberösterreich mit 2849 Einwohnern (Stand 1. Jänner 2025). Die Gemeinde liegt im Gerichtsbezirk Schärding.

## Geografie
Esternberg liegt auf 510 m Höhe im Innviertel. Die Ausdehnung beträgt von Nord nach Süd 8,2 km, von West nach Ost 7,4 km. Die Gesamtfläche beträgt 40,3 km². Damit ist sie die größte Gemeinde im Bezirk Schärding. 43,4 % der Fläche sind bewaldet, 46,9 % der Fläche sind landwirtschaftlich genutzt.

### Gemeindegliederung
Das Gemeindegebiet umfasst folgende 23 Ortschaften (in Klammern Einwohnerzahl Stand 1. Jänner 2025):
- Achleiten (168) samt Oberachleiten und Unterachleiten
- Aug (47)
- Dietzendorf (138) samt Hötzmannsdorf
- Esternberg (670)
- Gersdorf (24)
- Hütt (104) samt Hütt-Siedlung
- Kiesling (139) samt Oberkiesling und Unterkiesling
- Kösslarn (43)
- Lanzendorf (29)
- Pfarrhof (177) samt Enzendorf, Jetzendorf und Moos
- Pyrawang (143) samt Wörth
- Reisdorf (60) samt Buchet, Seebach und Vollmannsdorf
- Riedlbach (89)
- Ringlholz (33)
- Schacher (25) samt Rauhegg
- Schörgeneck (318)
- Silbering (92) samt Schwabengrub
- Unteresternberg (119) samt Mitteresternberg
- Urschendorf (91) samt Ruhmansedt
- Weeg (73) samt Oberharmansedt und Untergrub
- Wetzendorf (91)
- Winterhof (45) samt Oberbamberg
- Zeilberg (131) samt Oberzeilberg und Unterzeilberg

Die Gemeinde besteht aus den Katastralgemeinden Kiesdorf, Pyrawang, Urschendorf und Wetzendorf.

### Nachbargemeinden
| Thyrnau      | Obernzell                                   |              |
| Freinberg    | Kompassrose, die auf Nachbargemeinden zeigt | Vichtenstein |
| Schardenberg | Münzkirchen                                 | St. Roman    |

### Klima
|                        | Jan  | Feb  | Mär  | Apr  | Mai  | Jun  | Jul  | Aug  | Sep  | Okt  | Nov  | Dez  |   |      |
| Mittl. Temperatur (°C) | −2,2 | −1,0 | 3,6  | 8,5  | 13,7 | 16,6 | 18,5 | 17,9 | 13,3 | 8,5  | 3,0  | −0,8 | ⌀ | 8,3  |
| Mittl. Tagesmax. (°C)  | 1,1  | 3,3  | 8,8  | 14,7 | 20,0 | 22,4 | 24,8 | 24,2 | 19,2 | 13,6 | 6,2  | 1,9  | ⌀ | 13,4 |
| Mittl. Tagesmin. (°C)  | −5,0 | −4,4 | −0,4 | 3,2  | 7,9  | 11,0 | 12,8 | 12,7 | 8,9  | 4,7  | 0,4  | −3,3 | ⌀ | 4,1  |
|                        |      |      |      |      |      |      |      |      |      |      |      |      |   |      |
| Niederschlag (mm)      | 62   | 52   | 63   | 50   | 72   | 91   | 96   | 89   | 68   | 60   | 59   | 68   | Σ | 830  |
|                        |      |      |      |      |      |      |      |      |      |      |      |      |   |      |
| Luftfeuchtigkeit (%)   | 82,3 | 72,3 | 62,2 | 53,2 | 51,9 | 56,0 | 52,4 | 53,8 | 59,9 | 67,2 | 80,4 | 84,3 | ⌀ | 64,6 |

| −5,0 |

| −4,4 |

| −0,4 |

| 3,2 |

| 7,9 |

| 11,0 |

| 12,8 |

| 12,7 |

| 8,9 |

| 4,7 |

| 0,4 |

| −3,3 |

| −5,0 |

| −4,4 |

| −0,4 |

| 3,2 |

| 7,9 |

| 11,0 |

| 12,8 |

| 12,7 |

| 8,9 |

| 4,7 |

| 0,4 |

| −3,3 |

## Geschichte
Die erste urkundliche Erwähnung erfolgte um 1030, als ein Edelmann Rondolf einer Witwe eine halbe Hufe in Osternperge schenkte. Der Name Osternberch scheint erstmals in einer Urkunde des Jahres 1150 auf.
Seit Gründung des Herzogtums Bayern war der Ort bis 1779 bayrisch und kam nach dem Frieden von Teschen mit dem Innviertel (damals ‚Innbaiern‘) zu Österreich. Während der Napoleonischen Kriege wieder kurz bayrisch, gehört er seit 1814 endgültig zu Oberösterreich.
Nach dem Anschluss Österreichs an das Deutsche Reich am 13. März 1938 gehörte der Ort zum Gau Oberdonau. Nach 1945 erfolgte die Wiederherstellung Oberösterreichs.

### Einwohnerentwicklung
1991 hatte die Gemeinde 2694 Einwohner, 2001 dann 2816 Einwohner. Die Zunahme erfolgte wegen der positiven Geburtenbilanz trotz einer negativen Wanderungsbilanz. Von 2001 bis 2011 war die Geburtenbilanz negativ (−26), dies wurde aber durch eine Zuwanderung ausgeglichen, sodass die Bevölkerungszahl auf 2902 Personen im Jahr 2011 anstieg.

## Kultur und Sehenswürdigkeiten

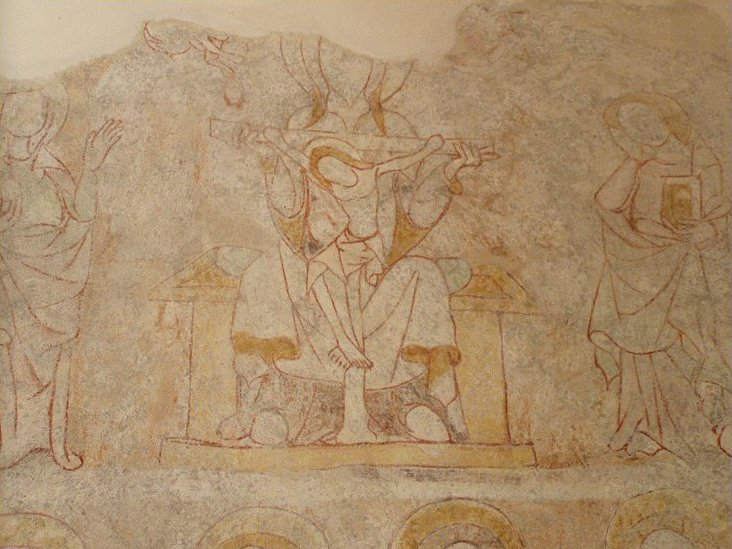
Gotische Wandmalerei in Pyrawang

- Pfarrkirche Esternberg: Die Kirche hat einen 47 Meter hohen Kirchturm mit einem Grundriss von 8 × 8 m, dem Pfarrpatron, dem hl. Bartholomäus geweiht; in der Mitte des neugotischen Hochaltars befindet sich eine Darstellung des hl. Bartholomäus
- Filialkirche Pyrawang: Die Kirche ist eine Petruskirche und weist auf eine frühe Erbauungszeit hin. 1982 wurden bei der Innenrestaurierung Reste gotischer Wandmalerei des 14. Jhdts. freigelegt
- Burg Krempelstein: Die Burg wird aufgrund einer Sage auch Schneiderschlössl genannt. Die Burg wird erstmals 1337 urkundlich erwähnt.[4] Sie besteht aus einem alten Wohnturm und einem angebauten Palais. Die einstige Ringmauer ist noch teilweise erhalten.
- Theater: seit dem Jahr 2000 gibt es eine Theatergruppe, die regelmäßig jeden Frühling Theateraufführungen bietet.
- Kultur: Seit dem Jahr 2016 gibt es den „Kulturverein Voll abgefahrn!“, der Fahrten zu kulturellen Veranstaltungen, sowie regelmäßig Konzertabende organisiert.

### Vereine
- Der Fußballverein Union Sportverein Esternberg (SVE) wurde am 20. Juli 1952 gegründet. Die Heimspiele des SVE werden im Heinz Ertl Stadion ausgetragen, das nach dem Gründungsmitglied und langjährigen Präsidenten Heinz Ertl († 9. April 2014) benannt wurde. Der bislang größte Erfolg war der Oberösterreichische Landesliga Meistertitel 1996 und der damit verbundene Aufstieg in die Regionalliga Mitte (dritthöchste Liga in Österreich). Derzeit spielt der Verein in der Oberösterreichischen Landesliga West (5. Leistungsklasse). Die Nachwuchsabteilung des SVE organisiert für alle Altersgruppen im Nachwuchsbereich seit 1991 jeweils zum Jahreswechsel den Jugendhallencup in der Bezirkssporthalle Schärding. Mit mittlerweile 9 Turniertagen und über 200 teilnehmenden Mannschaften jährlich ist dies eines der größten Nachwuchsturniere Österreichs. Zu Gast waren bereits Mannschaften aus 19 Nationen wie Belgien, Brasilien, China, Deutschland, Dänemark, England, Finnland, Frankreich, Kroatien, Niederlande, Österreich, Polen, Rumänien, Schottland, Schweiz, Slowakei, Slowenien, Tschechien und Ungarn.
- Der Volleyballverein VC Esternberg wurde unter der Initiative von Heinz-Peter Zauner am 26. April 1976 gegründet. Die größten Erfolge der Damen- (1990) und Herrenmannschaft (1991, 1994, 2017, 2018) waren jeweils der Oberösterreichische Meistertitel.

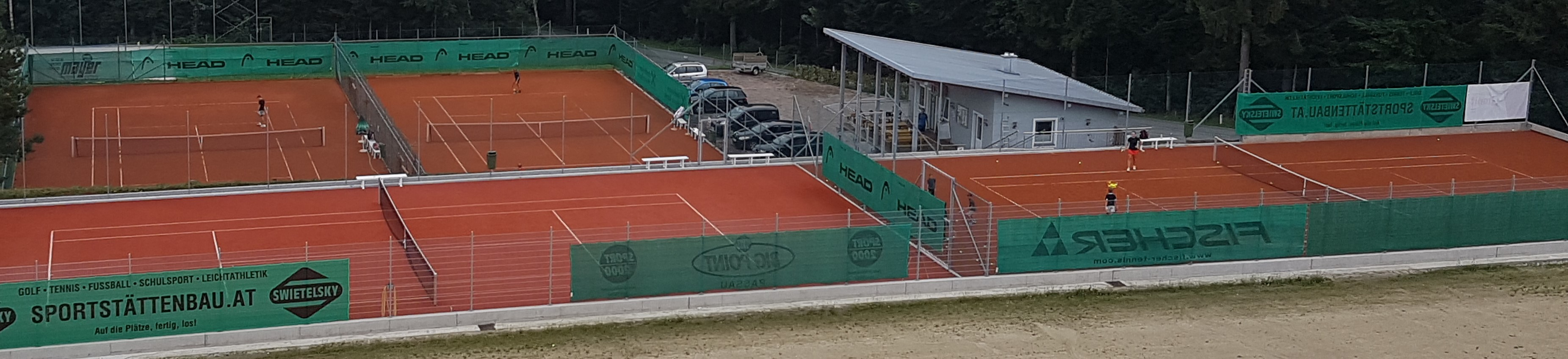
Tennisanlage des UTC Esternberg

- Tennisanlage des UTC EsternbergDer Tennisverein UTC Esternberg wurde 1977 gegründet. Die Anlage umfasst 3 Sandplätze und einen All-Weather-Court. Der größte Erfolg war bislang der Aufstieg der 1-er Mannschaft von der Bezirksklasse in die Regionalklasse 2014 sowie 2024.[5]
- Feuerwehren: FF Esternberg, FF Wetzendorf, FF Pyrawang, FF, FF Vollmannsdorf
- Trachtenmusikkapelle St. Roman – Esternberg
- Der ESV Esternberg wurde 1965 gegründet. Die Stockschützenhalle verfügt über 10 Asphaltbahnen.[6]
- Der Tischtennisverein UTTC Esternberg wurde 2022 gegründet.

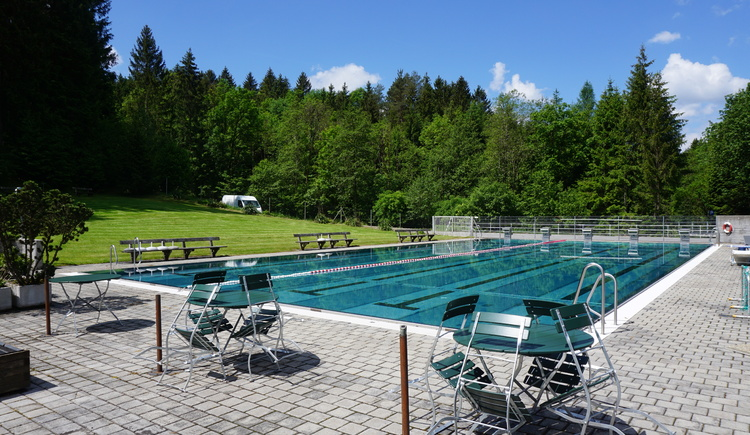
25-Meter-Becken des Freibades Esternberg

- Beachvolleyballplatz
- 25-Meter-Becken des Freibades EsternbergDas Freibad Esternberg [7]

## Wirtschaft und Infrastruktur

### Öffentliche Einrichtungen
- Österreichisches Rotes Kreuz: Die RK Ortstelle Esternberg wurde 1995 gegründet.
- Bezirksalten- und Pflegeheim Esternberg: wurde vom Sozialhilfeverband Schärding als Bauherr errichtet und ist seit 1. April 2008 geöffnet
- Im Jahr 2013 wurde ein neues Altstoffsammelzentrum vom Bezirksabfallverband Schärding errichtet.

### Bildung
In Esternberg gibt es auch eine Zweigstelle der Musikschule Münzkirchen. Diese Zweigstelle wurde im ehemaligen Postamtsgebäude eingerichtet.

## Politik
Im Gemeinderat fallen seit 2021 15 der 25 Sitze auf die ÖVP, 7 auf die FPÖ, 2 auf die GRÜNEN und einer auf die SPÖ.

### Bürgermeister
- 1850–1858 Josef Schwendinger
- 1858–1861 Johann Kargl
- 1861–1864 Johann Fuchs
- 1864–1867 Josef Edelmann
- 1867–1870 Johann Hell
- 1870–1873 Andreas Friedl
- 1873–1876 Josef Bauer
- 1876–1879 Mathias Hell
- 1879–1882 Josef Breit
- 1882–1885 Mathias Hell
- 1885–1890 Josef Danninger
- 1890–1894 Michael Grill
- 1894–1896 Josef Breit
- 1896–1900 Matthias Koller
- 1900–1903 Matthias Friedl
- 1903–1907 Josef Dullinger
- 1907–1910 Josef Hell
- 1910–1912 Mathias Moser
- 1912–1922 Josef Hell
- 1922–1924 Alois Koller
- 1924–1936 Mathias Fuchs
- 1936–1936 Johann Schicklberger
- 1936–1942 Josef Ortner
- 1942–1945 Franz Baumgartner
- 1945–1948 Josef Ortner
- 1948–1961 Johann Breit
- 1961–1979 Josef Kargl
- 1979–1997 Helmut Breit
- 1997–2005 Josef Koller
- 2005–2015 Irmgard Wirth (erste Bürgermeisterin in Esternberg und im Bezirk Schärding) (ÖVP)
- seit 2015 Rudolf Haas (ÖVP)[9]

### Wappen
| Wappen von Esternberg | Blasonierung: „Unter goldenem Schildhaupt mit drei roten Laubkronen in Blau aus goldenem Dreiberg wachsend eine silberne Ziege.“ |
| Wappen von Esternberg | Wappenbegründung: Das Hauptmotiv erinnert an die Sage, der zufolge die am Donauufer hoch über dem Fluss gelegene Burg Krempelstein im Volksmund das „Schneiderschlößl“ genannt wird: Ein armer, in den verlassenen Mauern der Burg hausender Schneider wollte seine verendete Ziege vom Burgfelsen in die Donau werfen, verfing sich dabei in ihrem Gehörn, wurde mit in die Tiefe gerissen und ertrank. – Die drei Kronen sind ein Hinweis auf die im Nibelungenlied geschilderte Ostlandfahrt der Burgunder-Könige Gunther, Gernot und Giselher, die nach Übersetzen des Inn südlich von Passau am Landwege durch das heutige Gemeindegebiet führte. Die rote Farbe der Kronen bedeutet das blutige Ende dieses Unternehmens. – Der Dreiberg spricht für den Ortsnamen. – Entwurf des Wappens: Herbert Erich Baumert, Linz. Verleihung des Gemeindewappens und Genehmigung der vom Gemeinderat am 30. April 1976 festgesetzten Gemeindefarben durch Beschluss der oberösterreichischen Landesregierung vom 6. September 1976. |

Die Gemeindefarben sind Rot-Weiß-Blau.

### Gemeindepartnerschaften
- Büchlberg im Landkreis Passau, Deutschland

## Persönlichkeiten

### Ehrenbürger
- 1997: Helmut Breit († 2020), Bürgermeister von Esternberg 1979–1996[12]

### Söhne und Töchter von Esternberg
- Johann Zeilberger (1831–1881), Gastwirt, Politiker, Mitglied des Abgeordnetenhauses 1873–1881[13]
- Vinzenz Müller (1875–1958), Politiker (SPÖ), Landtagsabgeordneter
- August Wöginger (* 1974), Politiker (ÖVP), Abgeordneter des Nationalrates